# Saint-Just-Sauvage
Saint-Just-Sauvage település Franciaországban, Marne megyében. Lakosainak száma 1425 fő (2022. január 1.). Saint-Just-Sauvage Maizières-la-Grande-Paroisse, Romilly-sur-Seine, Bagneux, Baudement, Clesles, Marcilly-sur-Seine és Saron-sur-Aube községekkel határos.

## Népesség
A település népessége az elmúlt években az alábbi módon változott:
| Lakosok száma | 1442 | 1448 | 1393 | 1478 | 1511 | 1508 | 1461 | 1426 | 1414 | 1425 |
|               | 1968 | 1982 | 1990 | 2006 | 2013 | 2015 | 2017 | 2019 | 2020 | 2022 |